# Piero Coccia
Piero Coccia (Ascoli Piceno, 4 dicembre 1945) è un arcivescovo cattolico italiano, dal 12 marzo 2022 arcivescovo emerito di Pesaro.

## Biografia
Nasce ad Ascoli Piceno, città capoluogo di provincia e sede vescovile, il 4 dicembre 1945.

### Formazione e ministero sacerdotale
Si laurea in teologia alla Pontificia Università Lateranense e in sociologia all'Università di Urbino.
Il 25 novembre 1972 è ordinato presbitero dal vescovo Marcello Morgante.
Svolge servizio dapprima come vicario cooperatore nella cattedrale collegiata di Offida, per poi divenire parroco di San Michele Arcangelo in Porchiano, di Santa Maria in Pedana e di Santa Giusta in Giustimana. Nel 1978 diviene parroco della nuova parrocchia dei Santi Simone e Giuda nel nuovo quartiere di Monticelli ad Ascoli Piceno, mentre nel 1992 è nominato parroco nella parrocchia del Cristo Crocifisso dell'Icona, nel centro storico di Ascoli.
È pure vicario episcopale per la cultura, direttore e docente dell'Istituto diocesano di Scienze Religiose, docente di Religione presso il liceo classico di Ascoli e di Sociologia presso l'Istituto Teologico Marchigiano di Ancona, assistente diocesano di Azione Cattolica, direttore responsabile del settimanale diocesano "Il Nuovo Piceno", cappellano della clinica "San Giuseppe".

### Ministero episcopale

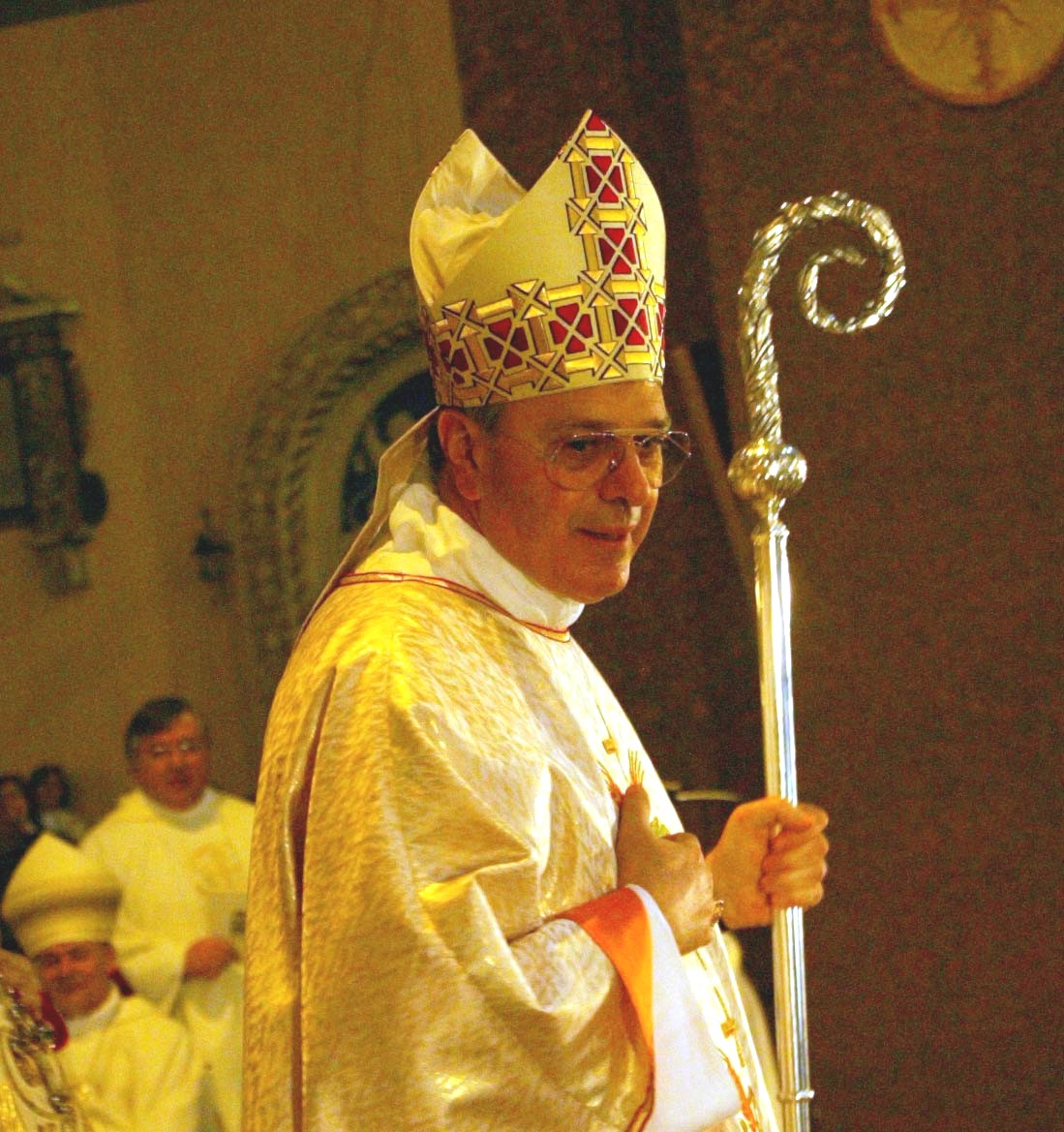
Mons. Coccia durante la sua ordinazione episcopale, il 24 aprile 2004.

Il 28 febbraio 2004 papa Giovanni Paolo II lo nomina arcivescovo metropolita di Pesaro; succede ad Angelo Bagnasco, precedentemente nominato ordinario militare per l'Italia. Il 24 aprile seguente riceve l'ordinazione episcopale, nella cattedrale di Sant'Emidio ad Ascoli Piceno, dal cardinale Sergio Sebastiani, co-consacranti l'arcivescovo Paolo Romeo e il vescovo Silvano Montevecchi. Il successivo 30 maggio prende possesso dell'arcidiocesi.
Nel settembre 2008 indice la visita pastorale dell'arcidiocesi, che incomincia nel 2009.
L'impostazione pastorale dell'arcivescovo è incentrata sul problema dell'educazione. Come ricostruisce in una sua sintesi ha articolato un piano pastorale affrontando successivamente tematiche diverse: la catechesi degli adulti, l'eucaristia e la formazione sacerdotale, la formazione dei laici, la missione. Anche alle famiglie indirizza nel 2010 una lettera pastorale sul problema dell'educazione.
Il 30 aprile 2011 è nominato membro del Pontificio consiglio della pastorale per i migranti e gli itineranti. È stato membro della commissione episcopale della CEI per l'educazione cattolica, la scuola e l'università ed è delegato nella Conferenza episcopale marchigiana per lo stesso settore.
Il 21 novembre 2020 papa Francesco lo conferma alla guida dell'arcidiocesi pesarese per tutto il 2021.
Il 12 marzo 2022 lo stesso papa accoglie la sua rinuncia, presentata per raggiunti limiti di età, al governo pastorale dell'arcidiocesi di Pesaro; gli succede Sandro Salvucci, del clero di Fermo. Rimane amministratore apostolico dell'arcidiocesi fino all'ingresso del successore, avvenuto il 1º maggio seguente.

## Genealogia episcopale e successione apostolica
La genealogia episcopale è:
- Cardinale Scipione Rebiba
- Cardinale Giulio Antonio Santori
- Cardinale Girolamo Bernerio, O.P.
- Arcivescovo Galeazzo Sanvitale
- Cardinale Ludovico Ludovisi
- Cardinale Luigi Caetani
- Cardinale Ulderico Carpegna
- Cardinale Paluzzo Paluzzi Altieri degli Albertoni
- Papa Benedetto XIII
- Papa Benedetto XIV
- Papa Clemente XIII
- Cardinale Giovanni Francesco Albani
- Cardinale Carlo Rezzonico
- Cardinale Antonio Dugnani
- Arcivescovo Jean-Charles de Coucy
- Cardinale Gustave-Maximilien-Juste de Croÿ-Solre
- Vescovo Charles-Auguste-Marie-Joseph Forbin-Janson
- Cardinale François-Auguste-Ferdinand Donnet
- Vescovo Charles-Emile Freppel
- Cardinale Louis-Henri-Joseph Luçon
- Cardinale Charles-Henri-Joseph Binet
- Cardinale Maurice Feltin
- Cardinale Jean-Marie Villot
- Cardinale Sergio Sebastiani
- Arcivescovo Piero Coccia

La successione apostolica è:
- Arcivescovo Sandro Salvucci (2022)

## Araldica
| Stemma | Descrizione |
| ------ | --- |
|        | Lo stemma è diviso in due parti da una fascia dorata, con al centro il Monogramma di Cristo, in rosso, che rappresenta la gloria di Cristo. Nella prima parte è presente il Libro del Vangelo, con un rivestimento in oro, che mostra due fogli argentati, su cui sono incise in colore rosso le lettere greche Α e Ω, a simboleggiare il Cristo, inizio e fine dei tempi. Dietro il Vangelo vi sono due palme, indicanti la gloria dei martiri, tra le quali c'è il Sole, luce delle genti. Nella seconda parte vi sono tre guglie argentate, che simboleggiano la forza della pietra, su cui è fondata la Chiesa. Il motto scelto è Veritatem dico in Christo, che sintetizza il programma pastorale dell'arcivescovo. |